# Plagiolepis obscuriscapa
Plagiolepis obscuriscapa é uma espécie de formiga do gênero Plagiolepis, pertencente à subfamília Formicinae.